# Јермата (Арад)
Јермата (рум. Iermata) насеље је у Румунији у округу Арад у општини Селеуш. Oпштина се налази на надморској висини од 106 m.

## Становништво
Према подацима из 2002. године у насељу је живело 462 становника, од којих су сви румунске националности.